# Atomprogramm Saudi-Arabiens
Ein „Atomprogramm Saudi-Arabiens“ ist nicht bekannt. Das Land hat den Atomwaffensperrvertrag ratifiziert und gehört dem Zusammenschluss der Staaten an, die eine atomwaffenfreie Zone im Nahen Osten anstreben. In Studien über die Verbreitung von Atomwaffen wird Saudi-Arabien nicht zu den besorgniserregenden Staaten gezählt. Dennoch hat es in den letzten Jahren immer wieder Medienberichte gegeben, wonach Saudi-Arabien versuche, über eine externe Quelle die Nuklearwaffe zu erhalten und so eine Atommacht zu werden.
Im Mai 2008 unterzeichneten die US-Regierung (Kabinett George W. Bush) und Saudi-Arabien ein Memorandum zur Anerkennung der verstärkten Bemühungen Saudi-Arabiens um ein ziviles Atomprogramm.
Der saudische Kronprinz Mohammed bin Salman verhandelte mit der Regierung Trump, um Kernreaktoren in den USA kaufen zu können.

## Geschichte
Im Jahre 2003 gelangte ein internes Strategiepapier an die Öffentlichkeit, das drei Möglichkeiten für die saudi-arabische Regierung aufzählte:
- ein nukleares Abschreckungsmittel zu kaufen,
- ein Bündnis einzugehen und von einer bereits vorhandenen Nuklearnation geschützt zu werden oder
- zu versuchen, die Vereinbarung über eine atomwaffenfreie Zone im Nahen Osten zu erfüllen.

Offizielle Stellen der UN und Waffenspezialisten vertraten 2003 die Meinung, dass dieses Papier durch die Lockerung des Verhältnisses zu den USA, Bedenken über das iranische Atomprogramm sowie den fehlenden internationalen Druck auf Israel, sein Atomwaffenprogramm aufzugeben, ausgelöst wurde. Seitdem der Iran im Verdacht steht, Atomwaffen zu entwickeln, rüsten einige arabische Staaten auf.

## Kooperation

### Das irakische Atomprogramm
1994 beantragte Mohammed Khilewi, ein ehemaliger Diplomat Saudi-Arabiens, Asyl in den USA. Er lieferte ein Paket von 14.000 Dokumenten, die unter anderen auch eine Unterstützung des Irakischen Atomprogramms belegen sollen. Diesen Dokumenten zufolge soll die saudi-arabische Regierung das Irakische Atomprogramm während des Regimes von Saddam Hussein mit fünf Milliarden Dollar unterstützt haben – unter der Voraussetzung, dass erfolgreich entwickelte Nukleartechnologie und eventuell sogar Atomwaffen nach Saudi-Arabien abgegeben würden.  Die Anschuldigungen wurden durch keine andere Quelle bestätigt und die offizielle amerikanische Position ist, dass es keine Beweise für eine Unterstützung der atomaren Bemühungen des Irak durch Saudi-Arabien gibt. Saudi-Arabien bestreitet die Anschuldigungen.
Darüber hinaus haben führende Kräfte der damaligen Clinton-Regierung bestätigt, dass in den Unterlagen Khilewis keine Hinweise zu finden waren, um die Medienberichte über ein saudi-arabisches Atomprogramm zu bestätigen. Darunter waren Robert Pelletreau vom State Department und Bruce Riedel vom United States National Security Council.

### Das Atomprogramm Pakistans
2003 wurde berichtet, Pakistan und Saudi-Arabien hätten eine geheime Vereinbarung über eine „nukleare Kooperation“ abgeschlossen. Demzufolge sollte Saudi-Arabien im Gegenzug zu günstigem Öl für Pakistan Atomwaffentechnologie erhalten. Pakistan hatte 1998 durch die Zündung von Atombomben bewiesen, dass es Atombomben bauen kann.
Im März 2006 berichtete das deutsche Magazin Cicero, Saudi-Arabien habe seit 2003 Hilfe von Pakistan erhalten, um Nukleargeschütze und Sprengköpfe zu erwerben. Satellitenfotos zeigten angeblich eine verborgene Stadt und Raketensilos in der Nähe der Ghauri-Felsen in Al-Sulaiyil, südlich der Hauptstadt Riad. Pakistan bestritt unter anderem 2006, Saudi-Arabien bei irgendwelchen nuklearen Ambitionen zu unterstützen.
Gelder und Investitionen fließen vom saudischen Verteidigungsministerium in die pakistanische Rüstungsindustrie. Weitgehend gesichert ist eine Beteiligung von Saudi-Arabien, das das pakistanische Atomprogramm „zu einem nicht unerheblichen Teil finanziert hat“, inoffiziell wird von 50 % gesprochen.

### Atomprogramme der Golfstaaten
Weiterhin planen die Arabischen Staaten des Persischen Golfs ein eigenes gemeinsames ziviles Atomprogramm zu starten, was die Angst vor Proliferation vergrößerte. Im März 2007 trafen sich die Außenminister der sechs Mitglieder des Golf-Kooperationsrats in Saudi-Arabien, um den Fortschritt der im Dezember 2006 beschlossenen Pläne zu diskutieren.

## Raketenkapazität
1988 erwarb Saudi-Arabien eine unbekannte Anzahl an CSS-2-Mittelstreckenraketen, die eine Reichweite von 2.800 km bei einer Nutzlast von 2.000 kg haben. Die CSS-2 wurde ursprünglich entworfen, um eine Wasserstoffbombe zu transportieren, dennoch war die von Saudi-Arabien erworbene Version mit einem konventionellen Sprengkopf ausgerüstet. Diese Waffen werden in China zurzeit ausgemustert. Des Weiteren verfügt das Königreich über eine unbekannte Anzahl an Ghauri II Mittelstreckenraketen.